# Jane Cunningham Croly

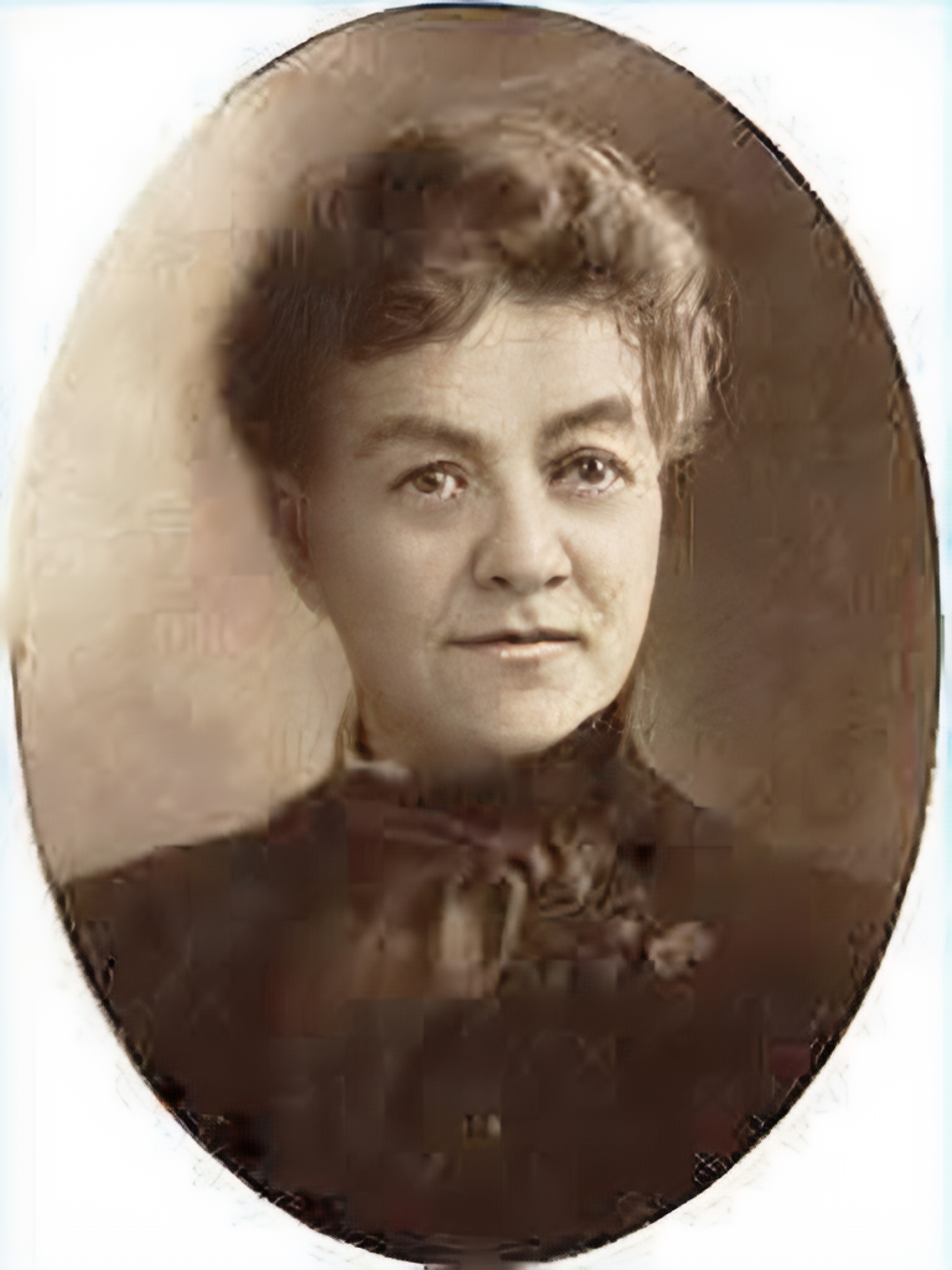
Jane Cunningham Croly (undatiert)

Jane Cunningham Croly (* 19. Dezember 1829 in Market Harborough, Leicestershire, England, als Jane Cunningham; † 23. Dezember 1901 in New York City) war eine US-amerikanische Journalistin, Kolumnistin und Führungsfigur in der US-Frauenvereinsbewegung (woman’s club movement). Im Jahr 1868 begründete sie mit Sorosis den ersten bedeutenden woman’s club der USA; später war sie nicht zuletzt auch an der Gründung der General Federation of Women’s Clubs im Jahr 1890 beteiligt. Als Autorin war sie vor allem unter ihrem Pseudonym Jennie June bekannt.

## Leben
Jane Cunningham wurde Ende 1829 im englischen Market Harborough als Tochter eines unitarischen Pastors und seiner Ehefrau geboren. Die Familie emigrierte 1841 in die Vereinigten Staaten, möglicherweise deshalb, weil dort die unitarischen Lehren ihres Vaters mehr akzeptiert waren als im frühindustriellen England. In den USA lebte die Familie zunächst in Poughkeepsie und dann in Wappingers Falls im Bundesstaat New York. Als junge Frau arbeitete sie als Haushälterin ihres Bruders, der eine Laufbahn als kongregationalistischer Pfarrer eingeschlagen hatte. Daneben gab sie eine zweimonatliche Zeitschrift für die Mitglieder der Gemeinde ihres Bruders heraus und arbeitete nebenher als Lehrerin an einer lokalen Schule. In dieser Zeit lebte sie in Southbridge und Worcester in Massachusetts. Mit 25 Jahren ging sie schließlich nach New York City, um dort eine Laufbahn als Journalistin einzuschlagen.
Zunächst arbeitete Cunningham für den New York Herald und die Sunday Times and Noah’s Weekly Messenger als Kolumnistin für Frauenkolumnen, für die sich das Pseudonym Jennie June aneignete. Im Jahr 1857 wurde sie eine der ersten Frauen, deren Kolumnen in den USA syndiziert wurden. Ein Jahr vorher hatte sie ihren Kollegen, den Journalisten David Goodman Croly (1829–1889), geheiratet und bekam mit ihm fünf Kinder, darunter den Journalisten Herbert Croly (1869–1930). Drei Jahre nach der Heirat, im Jahr 1859, zog das Ehepaar zu einer Schwester von Cunningham Croly nach Rockford im US-Bundesstaat Illinois, wo sie mit der Rockford Daily News eine Lokalzeitung aufbauten. Bereits nach einem Jahr kehrten die beiden nach New York City zurück, wo Cunningham Croly zur Chefredakteurin von Mme. Demorest’s Mirror of Fashions (1860–1887) und zur Leiterin der Frauenredaktion bei der New York World (1862–1872) aufstieg. Ende der 1880er Jahre war sie für kurze Zeit am Godey’s Lady’s Book beteiligt. Daneben veröffentlichte sie drei Sammelbände ihrer Kolumnen, drei Handbücher zur Näharbeit und ein Kochbuch. Als ihr Ehemann sich 1877 der Verbreitung Auguste Comtes Positivismus widmete und wenig später an Morbus Bright erkrankte, verdiente Cunningham Croly im Alleingang den Lebensunterhalt der Familie.
Parallel zu ihrer journalistischen Arbeit entwickelte Cunningham Croly zunehmend ein weiteres Interessensgebiet: die gesellschaftlichen Möglichkeiten von Frauen. Die damaligen Gesellschaftsideale zwangen viele Frauen, sich ausschließlich dem Haushalt und der Kindererziehung zu widmen, was Croly in vielen ihrer Kolumnen thematisierte. Ausgehend davon versuchte sie, Frauen mehr Möglichkeiten zu verschaffen. Ihr erstes Unterfangen war 1856 die Gründung des sogenannten Women’s Parliament, einer Organisation, in deren Rahmen sich jährlich Frauen trafen, um über Geschlechterrollen in der US-Gesellschaft zu diskutieren. Als 1868 der New York Press Club Journalistinnen von einem Empfang zu Ehren von Charles Dickens ausschloss, gründete sie noch im gleichen Jahr den woman’s club Sorosis. Schnell gelang es ihr, prominente Mitstreiterinnen wie Louisa May Alcott, Kate Field, Maria Mitchell und Mary Corinna Putnam Jacobi für ihren Verein zu gewinnen, der Frauen durch regelmäßige Treffen unter anderem in Delmonico’s Restaurant einen Raum für politische, gesellschaftliche, historische und kulturelle Diskussionen geben wollte. Oftmals entsprangen diesen Diskussionen gemeinsame soziale Aktivitäten und Kampagnen, beispielsweise zur Förderung der Schulbildung von Mädchen und Frauen.
Sorosis wurde als erster Verein seiner Art bald zu einem Leuchtturm für das aufkeimende woman’s club movement. Das Konzept wurde schnell in anderen US-Städten imitiert; das entstehende Netzwerk von Frauenclubs gab US-amerikanischen Frauen erstmals die Möglichkeit, sich konzertiert für gesellschaftliche Reformen einzusetzen. Im Jahr 1890 gehörte Croly zu den Mitbegründerinnen des General Federation of Women’s Clubs, einer Art nationalem Dachverband für alle lokalen woman’s clubs. Sie fungierte zudem als Herausgeberin der Vereinszeitschriften, edierte mehrere Geschichten einzelner woman’s club und publizierte 1898 mit der History of the Woman’s Club Movement in America ein Standardwerk zur frühen Geschichte des woman’s club movement. Daneben suchte Croly auch andere Wege, um ihr Ziel – mehr Möglichkeiten für Frauen – in die Tat umzusetzen. Im Jahr 1873 war sie Mitbegründerin der Association for the Advancement of Women, im Jahr 1889 war sie Mitbegründerin und Gründungspräsidentin des Woman’s Press Club of New York City. In der Ermöglichung von besseren und mehr Berufsperspektiven für Frauen sah Croly den Weg hin zur Erlangung des Frauenwahlrechts. Im Jahr 1892 wurde sie von der Rutgers University zur Professorin für Journalismus und Literatur ernannt. Nach einem Hüftbruch 1898 zog sich Croly weitgehend ins Privatleben zurück. Innerhalb des woman’s club movement als Pionierin verehrt, verstarb sie im Dezember 1901 vier Tage nach ihrem 72. Geburtstag in New York City. Ihren potenziellen Nachlass hatte Croly noch zu Lebzeiten weitgehend vernichtet, einzelne Dokumente befinden sich heute verstreut in verschiedensten Sammlungen in den ganzen USA. In Anerkennung ihres Lebenswerks wurde sie 1994 in die National Women’s Hall of Fame aufgenommen.

## Veröffentlichungen
Gesammelte Kolumnen
- Jennie Juneiana: Talks on Women’s Topics. Lee & Shepard, Boston 1864.
- For Better or Worse: A Book for Some Men and All Women. Lee & Shepard, Boston 1875.
- Thrown on Her Own Resources, or, What Girls Can Do. T. Y. Cromwell & Co., New York 1891.

Schriften zum woman’s club movement
- Sorosis, Its Origin and History. J. J. Little & Co., New York 1886.
- History of the Woman’s Club Movement in America. H. G. Allen, New York 1898.

Handbücher über Näharbeiten
- Needle Work: A Manual of Stitches and Studies in Embroidery and Drawn Work. A. L. Burt, New York 1885.
- Knitting and Crochet: A Guide to the Use of the Needle and the Hook. J. F. Ingalls, Lynn 1886.
- Ladies’ Fancy Work: A Manual of Designs & Instructions in All Kinds of Needlework. A. L. Burt, New York 1886.

Kochliteratur
- Jennie June’s American Cookery Book. American News Company, New York 1866.